# 松竹STAR GATE

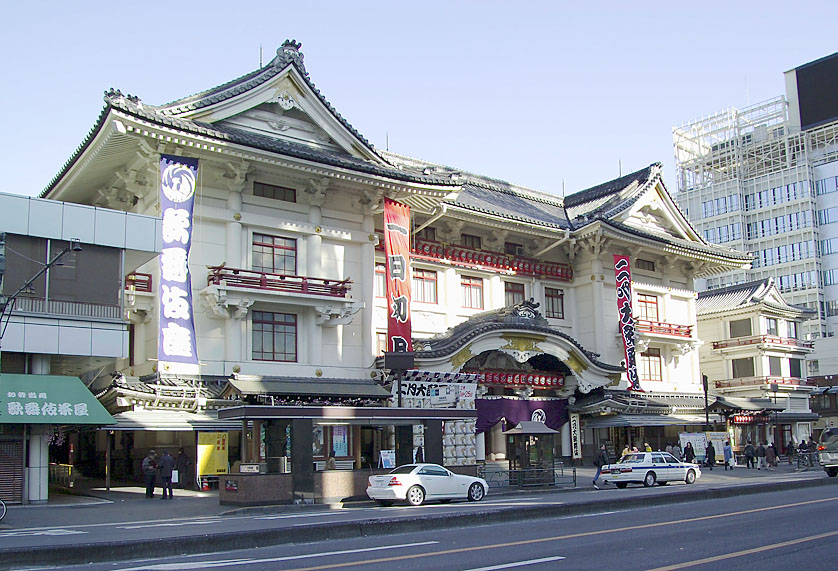
松竹STAR GATEの本選会場となった歌舞伎座（2005年2月撮影）

松竹STAR GATE（しょうちくスターゲート）は、大手映画会社松竹が2005年11月26日に創業110年を記念して開催した女優発掘オーディション。
グランプリは、2007年公開予定松竹映画作品でデビュー予定とされていた（デビュー作は2006年公開の「釣りバカ日誌17 あとは能登なれハマとなれ!」と1年前倒しになった）。

## 開催概要
- 会場 歌舞伎座
- 応募総数　10,378人
- グランプリ 海老瀬花子
- 準グランプリ 西川風花
- 審査員特別賞 境円香
- キャラクター賞 黒田愛